# Santa María Pipioltepec
Santa María Pipioltepec är en ort i Mexiko.   Den ligger i kommunen Valle de Bravo och delstaten Mexiko, i den södra delen av landet, 100 km väster om huvudstaden Mexico City. Santa María Pipioltepec ligger 2 062 meter över havet och antalet invånare är 1 802.
Terrängen runt Santa María Pipioltepec är lite bergig. Runt Santa María Pipioltepec är det ganska tätbefolkat, med 116 invånare per kvadratkilometer. Närmaste större samhälle är Ixtapan del Oro, 17,7 km väster om Santa María Pipioltepec. I omgivningarna runt Santa María Pipioltepec växer huvudsakligen savannskog.